# Temps de lyse de l'euglobuline
 (décembre 2019).
Le temps de lyse de l'euglobuline est un test qui mesure la fibrinolyse globale. L'essai est effectué en mélangeant du plasma pauvre en plaquettes citratées avec de l'acide dans un tube à essai. Cette acidification provoque la précipitation de certains facteurs de coagulation dans un complexe appelé fraction euglobuline. La fraction d'euglobuline contient les facteurs fibrinolytiques importants fibrinogène, PAI-1, activateur tissulaire du plasminogène (tPA), plasminogène, et dans une moindre mesure alpha 2-antiplasmin. La fraction d'euglobuline contient également du facteur VIII.
Après précipitation, la fraction d'euglobuline est remise en suspension dans une solution de borate. La coagulation est ensuite activée par addition de chlorure de calcium à 37 °C. Historiquement, la quantité subséquente de fibrinolyse était déterminée à l'œil nu, en observant le caillot dans l'éprouvette à intervalles de dix minutes jusqu'à ce que la lyse complète ait eu lieu. Les nouvelles techniques automatisées utilisent le même principe que l'ancienne technique, mais utilisent un spectrophotomètre pour suivre la lyse du caillot en fonction de la densité optique.